# Ernst Ludwig Carl
Ernst Ludwig Carl (Öhringen, Alemania, 1682 - Viena, Austria, 1743) fue un economista  alemán considerado como precursor de los fisiócratas. En su trabajo analizó la formación de precios, su relación con la distribución de la renta y la división del trabajo. Construyó una teoría del valor basada en la necesidad y la escasez en la que la intervención del Estado era necesaria.